# Pyrrharctia isabella
Pyrrharctia isabella és una papallona nocturna de la subfamília Arctiinae i la família Erebidae.

## Distribució
Es pot trobar en moltes regions fredes d'Amèrica del nord, incloent l'Àrtida. No es troba a Europa.

## Descripció
La larva emergeix de l'ou a la tardor i passa l'hivern en la seva forma d'eruga. Sobreviu en procés de congelació mitjançant la producció d'un crioprotector en els seus teixits. A la primavera es descongela i emergeix per convertir-se en crisàlide. Una vegada que surt de la seva crisàlide com imago viu només uns dies per aparellar-se.
En climes més temperats, les erugues es converteixen en papallones nocturnes pocs mesos després de l'eclosió, però a l'Àrtic el període d'estiu per al creixement vegetatiu i, per tant, l'alimentació, és tan curt que la larva s'ha d'alimentar durant diversos estius, congelant-se de nou cada hivern abans que finalment pupi. Alguns exemplars arriben a viure un total de 14 hiverns.
La larva és de color negre en ambdós extrems, amb una banda de color vermell rogenc al mig o sense aquesta banda. L'adult és de color groc a taronja amb el tòrax robust i el cap petit. Les seves ales tenen algunes taques negres i els segments proximals al seu primer parell de potes són brillants de color vermellós ataronjat.
Els pèls de l'eruga no injecten verí i no són urticants; en general no causen irritació, lesió, inflamació o inflor. Es recomana no tocar-los perquè poden causar dermatitis en persones amb la pell sensible. El seu principal mecanisme de defensa és rodar com una pilota si és pertorbada.
Aquesta espècie s'alimenta de moltes espècies diferents de plantes, especialment de plantes herbàcies.

## Galeria

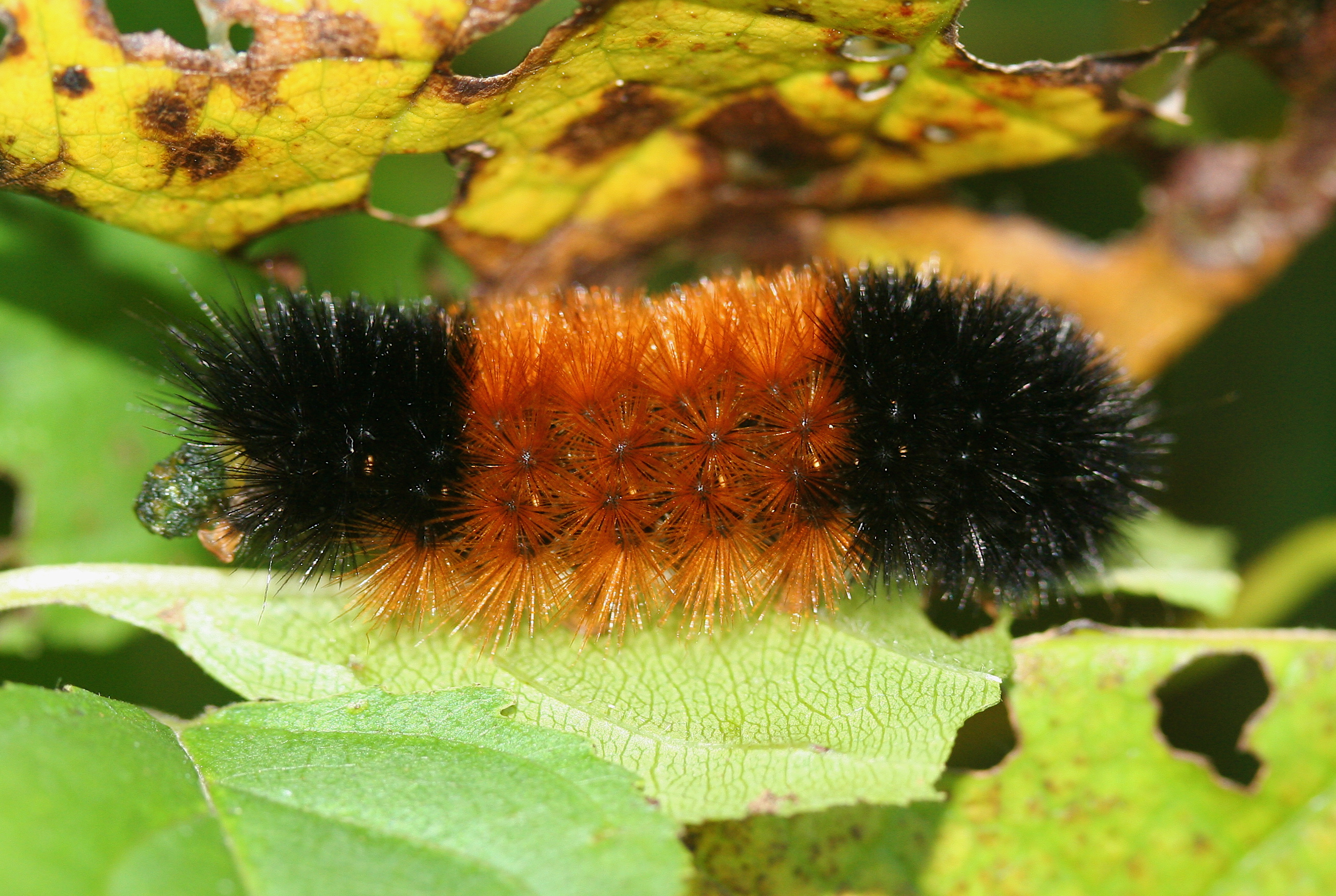
Larva
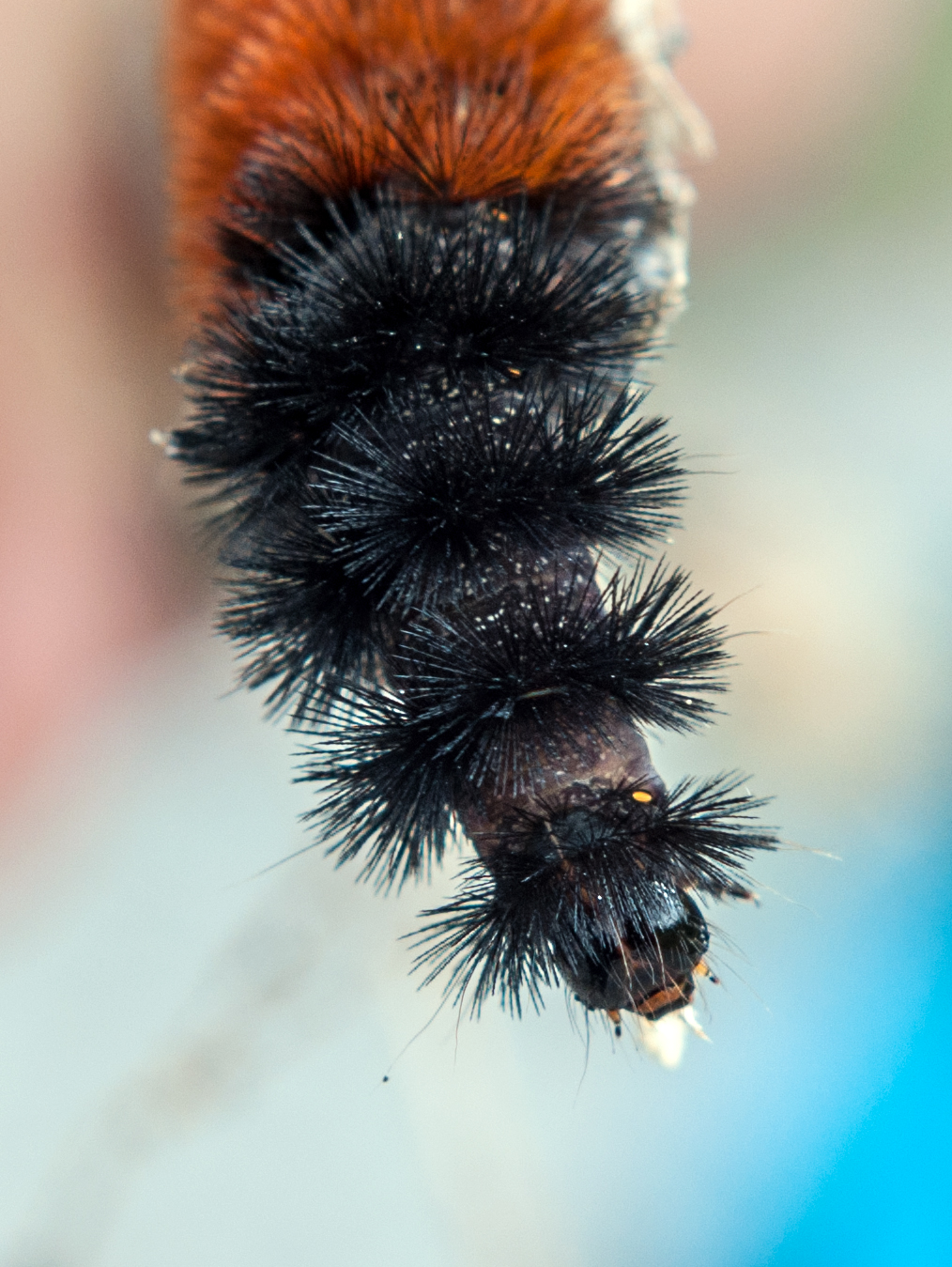
Cap d'una larva
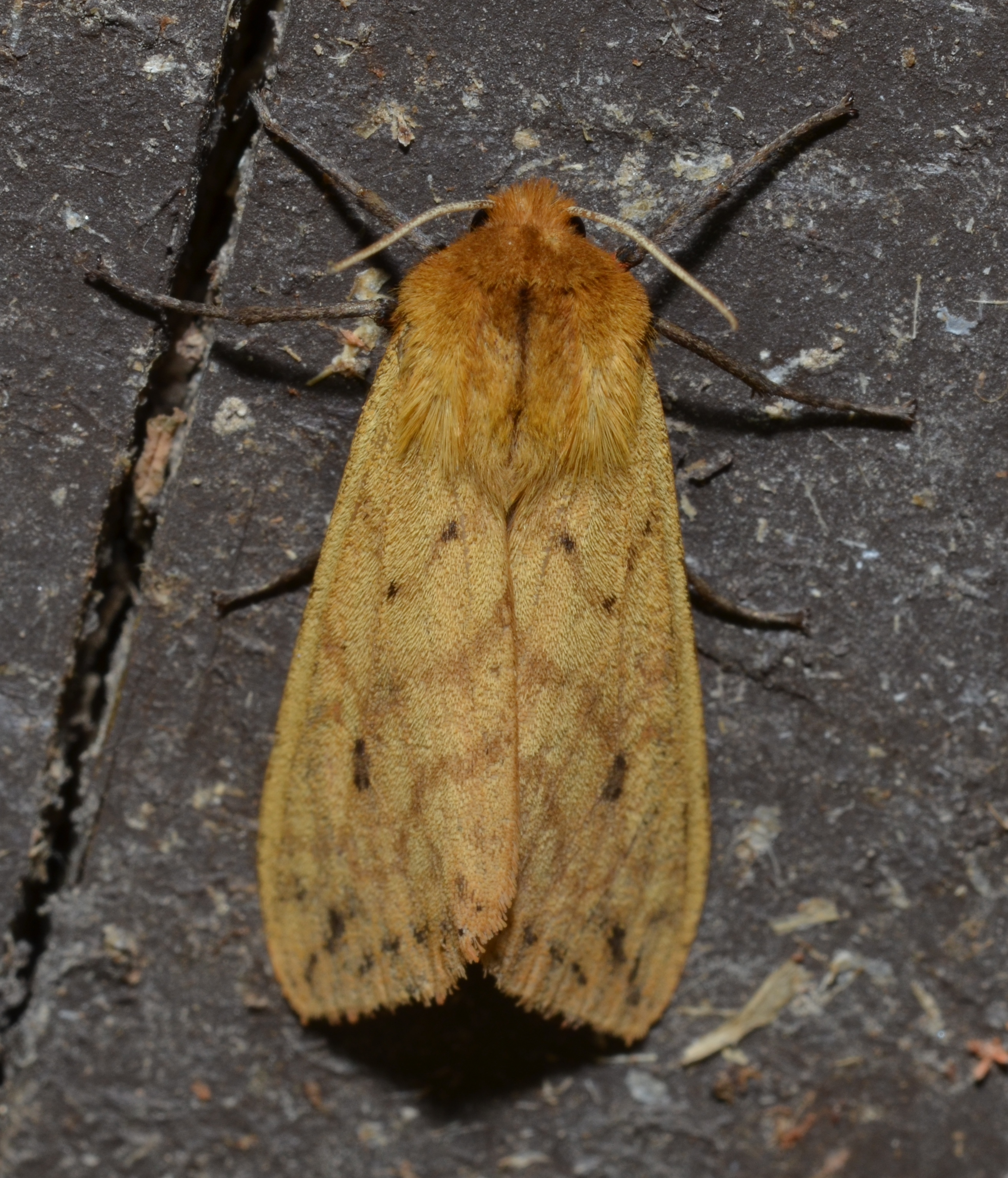
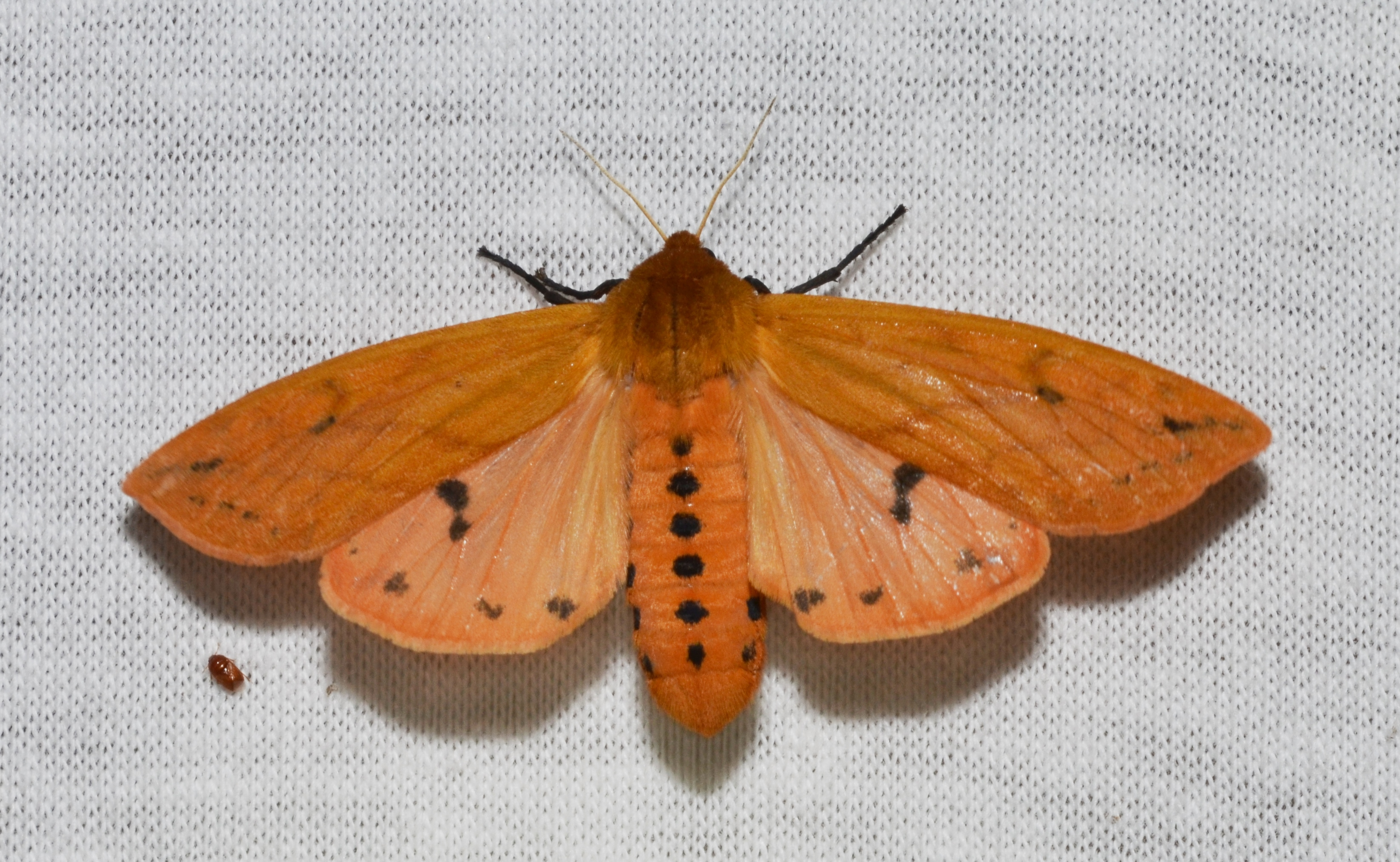